# Басово (Щигровський район)
Басово (рос. Басово) — присілок в Щигровському районі Курської області Російської Федерації.
Населення становить 210 осіб. Входить до складу муніципального утворення Титовська сільрада.

## Історія
Населений пункт розташований на території українського етнічного та культурного краю Східна Слобожанщина.
Від 2004 року входить до складу муніципального утворення Титовська сільрада.

## Населення
| 2002 | 2010 |
| ---- | ---- |
| 294  | ↘210 |